# Лібартово
Лібартово (пол. Libartowo, нім. Wenigerhofen) — село в Польщі, у гміні Костшин Познанського повіту Великопольського воєводства.
Населення — 42 особи (2011).
У 1975-1998 роках село належало до Познанського воєводства.

## Демографія
Демографічна структура станом на 31 березня 2011 року:
|          | Загалом | Допрацездатний вік | Працездатний вік | Постпрацездатний вік |
| -------- | ------- | ------------------ | ---------------- | -------------------- |
| Чоловіки | 26      | 12                 | 13               | 1                    |
| Жінки    | 16      | 5                  | 11               | 0                    |
| Разом    | 42      | 17                 | 24               | 1                    |